# التوالق (جبلة)

تعديل مصدري - تعديل

التوالق محلة تابعة لقرية الصلاحف، التابعة لعزلة جبل رعوين بمديرية جبلة إحدى مديريات محافظة إب في الجمهورية اليمنية، بلغ تعداد سكانها 45 حسب تعداد اليمن لعام 2004.